# 爱德华·施佩林
爱德华·施佩林（德語：Eduard Sperling，1902年11月29日—1985年2月24日），德国男子摔跤运动员。他曾代表德国参加1928年和1932年夏季奥林匹克运动会摔跤比赛，获得一枚银牌和一枚铜牌。